# Calyptrocalyx pachystachys
Calyptrocalyx pachystachys är en enhjärtbladig växtart som beskrevs av Odoardo Beccari. Calyptrocalyx pachystachys ingår i släktet Calyptrocalyx och familjen Arecaceae. Inga underarter finns listade i Catalogue of Life.